# .ly
.ly is het achtervoegsel van domeinen van websites uit Libië.
.ly-domeinnamen zijn second en third level domeinen en werden uitgegeven door lydomains.com, maar dit bedrijf is niet meer bereikbaar. Het achtervoegsel wordt veel gebruikt op de sociaalnetwerksite Twitter als afkort-url voor lange links.